# Skywaters Residences
Skywaters Residences es un rascacielos de 63 pisos y 305 metros de altura en construcción en el distrito Downtown Core de Singapur. Se espera que el rascacielos reemplace a la Guoco Tower como el edificio más alto de Singapur cuando se complete su construcción en 2028. Albergará oficinas, tiendas, apartamentos, un hotel y un mirador.

## Historia
Desarrollado conjuntamente por Perennial Holding, Alibaba y otros socios locales, el rascacielos se está levantando en el lugar de la antigua Axa Tower, de 235 metros de altura. La Autoridad de Reurbanización Urbana aprobó el proyecto el 7 de julio de 2022.
En mayo de 2022 la Axa Tower cerró para poco después comenzar su demolición. El nuevo edificio conservará los cimientos de la torre AXA, para reducir los costes y el impacto ambiental. En noviembre de 2022, Perennial Holdings y sus socios obtuvieron un préstamo inmobiliario ecológico de 3.000 millones de dólares de Singapur para la construcción.

## Descripción
Diseñado por Skidmore, Owings & Merrill y DCA Architects, el edificio contará con 148.000 metros cuadrados de superficie construida, con 3 plantas de locales comerciales, 19 plantas de oficinas, 3 plantas de suites de hotel y 36 plantas de unidades residenciales. El edificio también contará con 10.000 metros cuadrados de espacios verdes, así como un sistema de riego pluvial para las plantas ubicadas dentro de los espacios verdes.